# SN 1991E
SN 1991E – supernowa typu II odkryta 7 lutego 1991 roku w galaktyce A063423-6533. W momencie odkrycia miała maksymalną jasność 19,00m.